# Lalenok United Football Club
Maillots
Lalenok United Football Club est un club timorais de football basé à Dili, la capitale du pays. C'est le club le plus titré du pays, avec un titre de champion, deux Coupes nationales et deux Supercoupes.

## Histoire
Le club est fondé à Dili, la capitale du Timor oriental en octobre 2016. Il participe au championnat de première division, la Primeira Divisaun, à partir de la saison 2019, après avoir gagné sa promotion en terminant à la deuxième place de Segunda Divisaun, le championnat de deuxième division timoraise.
Dès sa première saison parmi l'élite, Lalenok réalise une performance exceptionnelle pour un club promu. Il remporte le championnat, en devançant de cinq points le tenant du titre, le Boavista FC ainsi que la Coupe nationale (la Taça 12 de Novembro), en s'imposant en finale face à Benfica. Du fait de ces deux succès, il obtient également le droit de participer à la Supercoupe, la Supertaça, qu'il gagne également face au finaliste malheureus en Coupe, Benfica, une nouvelle fois vaincu. 
Lalenok a également remporté une autre Coupe nationale en 2020 ainsi qu'une Copa FFTL en 2020, qui a, cette année-là remplacé le championnat, suspendu en raison de la pandémie de Covid-19.
Grâce à ces succès en compétitions nationales, Lalenok est devenu en 2020 le premier club du Timor oriental à prendre part à une compétition continentale, en l'occurrence la Coupe de l'AFC, et ce, à deux reprises. C'est à ce jour le seul club à l'avoir fait.
Lors de la Coupe de l'AFC 2020, Lalenok est éliminé dès les barrages par la formation indonésienne du PSM Makassar, après deux défaites 1-4 et 1-3. L'année suivante, en Coupe de l'AFC 2021, directement qualifié pour la phase de groupes, il ne joue finalement aucun match car l'AFC décide d'annuler les rencontres impliquant les formations provenant de régions touchées par l'épidémie de Covid-19, dont le Timor oriental.

## Palmarès
- Championnat du Timor oriental :
  - Vainqueur en 2019
  - Vainqueur de la Copa FFTL en 2020

- Coupe du Timor oriental de football (Taça 12 de Novembro) :
  - Vainqueur en 2019 et 2020

- Supercoupe du Timor oriental de football (Supertaça) :
  - Vainqueur en 2019